# Michel de Montaigne
Michel de Montaigne (Chateau de Montaigne, 28. veljače 1533. – Chateau de Montaigne, 13. rujna 1592.), francuski filozof. 
Završivši filozofiju u Bordeauxu i pravo u Toulouseu obavljao je različite sudske službe najprije u Perigueuxu a onda u Bordeauxu, gdje je 1558. upoznao Etiennea de La Boetiea, pjesnika i slobodoumnog mislioca, koji ga je uputio u stoičku filozofiju i s kojim ga je vezivalo duboko prijateljstvo. De La Boetijeva rana smrt je, po vlastitu priznanju, predstavljala za Montaignea najveći udarac, koji je rezultirao u piščevoj odluci da više nikad ne ulazi u tako duboke emocionalne veze. Za oca je s latinskoga preveo Prirodnu teologiju Reymonda de Sebondea (obj. 1569), preko koje se upoznao sa skepticizmom. Intenzivno je u svojoj knjižnici čitao stare pjesnike, povjesničare i moraliste; 1572. počeo je okupljati i sređivati bilješke iz tih čitanja, a ti primjeri, anegdote i izrjeke poslužili su mu kao potvrda i provjera vlastitih razmišljanja. U Bordeauxu je 1580. objavio prve dvije knjige Ogleda ili Eseja (Essais, sv. 1, 57 poglavlja; sv. 2, 37 poglavlja). Te je godine pošao na putovanje po Švicarskoj, Njemačkoj i Italiji, a u Rimu je ostao nekoliko mjeseci. O tom je putovanju svojemu tajniku kazivao u pero Dnevnik s putovanja. Godine 1588. u Parizu je nanovo izdao prve dvije knjige Eseja, ali im je dodao i treću (13 poglavlja). Posljednjih se godina zbog slaba zdravlja zadržavao uglavnom na svojem imanju čitajući osobito djela Platona, Tita Livija, Herodota i Sv. Aurelija Augustina; u Parizu je upoznao Marie de Gournay, koja mu je postala "duhovna kći" i koja je 1595. objavila posmrtno izdanje Eseja s Montaigneovim posljednjim dopunama. Montaigneove posljednje godine su protekle u studiju i pisanju, podalje od građanskoga rata koji je bjesnio u Francuskoj, a u koji su bili upleteni, i na katoličkoj i na protestantskoj strani, najbliži autorovi rođaci. Pobjedom njegova prijatelja i zemljaka, Gaskonjca Henrika IV., koji je prešao s prostestantizma na katolicizam da dobije potporu većine stanovništva, no istodobno dao vjerske slobode manjinskim protestantima, Montaigneu je ponuđeno mjesto kraljevog savjetnika. No, smrt je omela pisca u mogućem povratku u javni život. 
Eseje nije pisao ni prema kakvu planu, nije u njima želio razvijati unaprijed formuliranu filozofsku teoriju. U toj velikoj (oko 1.500 stranica) knjizi mudrosti Montaigne vodi imaginarne dijaloge sa samim sobom, antičkim mudracima, filozofima i povjesnicima, razglaba o svim mogućim životnim temama: smrti i besmrtnosti, seksu i ljubavi, prijateljstvu i Bogu, tijelu i duši, politici i prolaznosti, strastima i bolestima, vjeri i fanatizmu, lijenosti i suzdržanosti. Eseji ostavljaju dojam potrage za smislom sekularnoga moralista, naravnoga ireligioznoga temperamenta koji u praksi provodi Sokratov diktum iz «Apologije» da neistražen život nije vrijedan življenja : katolika čiji Bog formalno opstoji, ali, lociran i nedostupan u svijetu Platonovih ideja,  ostavlja Montaignea i čitatelja da slobodno i skeptično žive ovozemni život bez vjerskih muka i zanosa. Vječno promjenljiva, živa i ispitujuća svijest autora je glavni «junak» ove jedinstvene knjige: sebstvo koje nesumnjivo opstoji, ali ga je nemoguće petrificirati i ograničiti. Montaigneov sud o esencijalnoj ljudskoj naravi je da je njena bit u tome da nije zadana ni statična, jer pisac kroz samoispitivanje stalno ne samo otkriva, nego i stvara nove slojeve jastva - često ukorijenjene u tjelesne nelagode poput bubrežnoga kamenca ili probavne smetnje. 
Proučavatelji Eseja, tog temeljnoga djela europske misaone književnosti, nalaze u njima tri autorova stava koji se neprimjetno pretaču jedan u drugi: skeptički u stoički, stoički u epikurejski, epikurejski u skeptički. Montaigne je izumitelj moderne sebesvijesti, zapadnoga introspektivnoga duha sekularnoga uklona, tvorac bitno zdrave i humorne vizije života koja zrači duhovnom slobodom. Utjecao je na niz pisaca, od Shakespearea i Molierea do Emersona i Prousta, i ostaje nenadmašenim tvorcem nefikcionalne misaone umjetničke proze koga nitko nije nadmašio: ni Samuel Johnson, ni Goethe, ni Nietzsche, niti bilo koji umjetnik-filozof.
Na hrvatski je Montaigneovo djelo dijelom prevela Gordana Popović 1998., a u potpunosti Vojmir Vinja 2007.

## Vanjske poveznice
- Montaigne:Eseji na francuskom

- Montaigne:Eseji  Arhivirana inačica izvorne stranice od 24. lipnja 2005. (Wayback Machine) (engl.)

Hrvatski prijevod Vojmira Vinje:
- Eseji, 1. knjiga